# Cúp bóng đá Nam Mỹ 2011 (Bảng A)
Bảng A của Cúp bóng đá Nam Mỹ 2011 là một trong ba bảng đấu của Cúp bóng đá Nam Mỹ 2011 bao gồm các đội tuyển Argentina, Bolivia, Colombia và Costa Rica. Bảng đấu thi đấu từ ngày 1 tháng 7 đến ngày 11 tháng 7.

Kết quả chung cuộc là Colombia dẫn đầu bảng và gặp Peru, Argentina về nhì và gặp Uruguay— đội nhì bảng C ở tứ kết. Costa Rica và Bolivia bị loại sau vòng đấu bảng.

## Bảng xếp hạng
| Giải thích bảng màu | Giải thích bảng màu                                                                                     |
| ------------------- | --- |
|                     | Các đội được quyền vào vòng tứ kết - Nhất bảng - Nhì bảng - Hai đội hạng ba bảng có thành tích tốt nhất |

| Đội        | Số trận | Thắng | Hòa | Thua | Bàn thắng | Bàn thua | Hiệu số | Điểm |
| ---------- | ------- | ----- | --- | ---- | --------- | -------- | ------- | ---- |
| Colombia   | 3       | 2     | 1   | 0    | 3         | 0        | +3      | 7    |
| Argentina  | 3       | 1     | 2   | 0    | 4         | 1        | +3      | 5    |
| Costa Rica | 3       | 1     | 0   | 2    | 2         | 4        | −2      | 3    |
| Bolivia    | 3       | 0     | 1   | 2    | 1         | 5        | −4      | 1    |

Giờ thi đấu tính theo giờ địa phương (GMT -3).

## Argentina - Bolivia
| Argentina  | 1 – 1    | Bolivia   |
| ---------- | -------- | --------- |
| Agüero 75' | Chi tiết | Rojas 47' |

| Argentina | Bolivia |

| ARGENTINA:              |    |                       |     |     |
|                         |    |                       |     |     |
| GK                      | 23 | Sergio Romero         |     |     |
| RB                      | 8  | Javier Zanetti        |     |     |
| CB                      | 4  | Nicolás Burdisso      |     |     |
| CB                      | 6  | Gabriel Milito        |     |     |
| LB                      | 17 | Marcos Rojo           |     |     |
| RM                      | 19 | Éver Banega           |     |     |
| CM                      | 14 | Javier Mascherano (c) |     |     |
| LM                      | 5  | Esteban Cambiasso     |     | 46' |
| RW                      | 21 | Ezequiel Lavezzi      | 54' | 70' |
| LW                      | 11 | Carlos Tévez          | 37' |     |
| CF                      | 10 | Lionel Messi          |     |     |
| Thay người:             |    |                       |     |     |
| LM                      | 7  | Ángel di María        |     | 46' |
| RW                      | 16 | Sergio Agüero         |     | 70' |
| Huấn luyện viên trưởng: |    |                       |     |     |
| Sergio Batista          |    |                       |     |     |

| BOLIVIA:                |    |                    |     |     |
|                         |    |                    |     |     |
| GK                      | 1  | Carlos Erwin Arias |     |     |
| RB                      | 16 | Ronald Raldes (c)  |     |     |
| CB                      | 5  | Ronald Rivero      | 87' |     |
| CB                      | 4  | Lorgio Álvarez     |     |     |
| LB                      | 3  | Luis Gutiérrez     | 38' |     |
| RM                      | 15 | Jaime Robles       |     |     |
| CM                      | 6  | Wálter Flores      | 34' |     |
| LM                      | 21 | Jhasmani Campos    |     | 80' |
| AM                      | 10 | Joselito Vaca      |     | 63' |
| CF                      | 7  | Edivaldo Rojas     |     | 89' |
| CF                      | 9  | Marcelo Martins    |     |     |
| Thay người:             |    |                    |     |     |
| AM                      | 19 | José Luis Chávez   | 75' | 63' |
| FW                      | 17 | Juan Carlos Arce   |     | 80' |
| MF                      | 22 | Rudy Cardozo       |     | 89' |
| Huấn luyện viên trưởng: |    |                    |     |     |
| Gustavo Quinteros       |    |                    |     |     |

| Cầu thủ xuất sắc nhất trận: Lionel Messi (Argentina) Trợ lý trọng tài: Miguel Nievas (Uruguay) Luis Alvarado (Ecuador) Trọng tài bàn: Carlos Vera (Ecuador) |

## Colombia - Costa Rica
| Colombia     | 1 – 0    | Costa Rica |
| ------------ | -------- | ---------- |
| A. Ramos 44' | Chi tiết |            |

| Colombia | Costa Rica |

| COLOMBIA:               |    |                     |     |     |
|                         |    |                     |     |     |
| GK                      | 12 | Neco Martínez       |     |     |
| RB                      | 18 | Juan Zúñiga         | 54' |     |
| CB                      | 3  | Mario Yepes (c)     |     |     |
| CB                      | 14 | Luis Amaranto Perea |     |     |
| LB                      | 7  | Pablo Armero        |     |     |
| RM                      | 4  | Gustavo Bolívar     |     |     |
| CM                      | 13 | Fredy Guarín        | 53' |     |
| LM                      | 8  | Abel Aguilar        |     | 33' |
| RW                      | 17 | Dayro Moreno        |     | 69' |
| LW                      | 20 | Adrián Ramos        |     |     |
| CF                      | 9  | Radamel Falcao      |     | 77' |
| Thay người:             |    |                     |     |     |
| CF                      | 11 | Hugo Rodallega      |     | 33' |
| MF                      | 19 | Teófilo Gutiérrez   |     | 69' |
| FW                      | 16 | Elkin Soto          |     | 77' |
| Huấn luyện viên trưởng: |    |                     |     |     |
| Hernán Darío Gómez      |    |                     |     |     |

| COSTA RICA:             |    |                    |     |     |
|                         |    |                    |     |     |
| GK                      | 18 | Leonel Moreira     |     |     |
| RB                      | 4  | Jose Salvatierra   |     |     |
| CB                      | 3  | Jhonny Acosta      |     |     |
| CB                      | 2  | Francisco Calvo    | 23' |     |
| CB                      | 19 | Óscar Duarte       |     |     |
| LB                      | 20 | Pedro Leal         |     |     |
| CM                      | 8  | David Guzmán       | 19' | 74' |
| CM                      | 11 | Diego Madrigal     | 15' | 71' |
| RW                      | 10 | Randall Brenes (c) | 27' |     |
| LW                      | 6  | Heiner Mora        |     |     |
| CF                      | 12 | Joel Campbell      |     | 46' |
| Thay người:             |    |                    |     |     |
| FW                      | 21 | César Elizondo     |     | 46' |
| FW                      | 17 | Josué Martínez     |     | 71' |
| MF                      | 22 | José Miguel Cubero |     | 74' |
| Huấn luyện viên trưởng: |    |                    |     |     |
| Ricardo La Volpe        |    |                    |     |     |

| Cầu thủ xuất sắc nhất trận: Adrián Ramos (Colombia) Trợ lý trọng tài: Francisco Mondria Nicolás Yegros Trọng tài bàn: Antonio Arias |

## Argentina - Colombia
| Argentina | 0 – 0    | Colombia |
| --------- | -------- | -------- |
|           | Chi tiết |          |

| Argentina | Colombia |

| ARGENTINA:              |    |                       |     |     |
|                         |    |                       |     |     |
| GK                      | 23 | Sergio Romero         |     |     |
| RB                      | 3  | Pablo Zabaleta        |     |     |
| CB                      | 4  | Nicolás Burdisso      |     |     |
| CB                      | 6  | Gabriel Milito        |     |     |
| LB                      | 8  | Javier Zanetti        |     |     |
| RM                      | 19 | Éver Banega           |     | 71' |
| CM                      | 14 | Javier Mascherano (c) |     |     |
| LM                      | 5  | Esteban Cambiasso     |     | 64' |
| RW                      | 21 | Ezequiel Lavezzi      |     | 64' |
| LW                      | 11 | Carlos Tévez          |     |     |
| CF                      | 10 | Lionel Messi          |     |     |
| Thay người:             |    |                       |     |     |
| FW                      | 16 | Sergio Agüero         |     | 64' |
| MF                      | 20 | Fernando Gago         | 90' | 64' |
| FW                      | 9  | Gonzalo Higuaín       |     | 71' |
| Huấn luyện viên trưởng: |    |                       |     |     |
| Sergio Batista          |    |                       |     |     |

| COLOMBIA:               |    |                     |       |       |
|                         |    |                     |       |       |
| GK                      | 12 | Neco Martínez       |       |       |
| RB                      | 18 | Juan Zúñiga         |       |       |
| CB                      | 14 | Luis Amaranto Perea |       |       |
| CB                      | 3  | Mario Yepes (c)     |       |       |
| LB                      | 7  | Pablo Armero        |       |       |
| DM                      | 6  | Carlos Sánchez      |       |       |
| RM                      | 20 | Adrián Ramos        |       | 89'   |
| CM                      | 8  | Abel Aguilar        | 6'    |       |
| CM                      | 13 | Fredy Guarín        |       |       |
| LM                      | 17 | Dayro Moreno        | 90+1' | 90+1' |
| CF                      | 9  | Radamel Falcao      |       | 87'   |
| Thay người:             |    |                     |       |       |
| FW                      | 19 | Teófilo Gutiérrez   |       | 87'   |
| MF                      | 16 | Elkin Soto          |       | 89'   |
| DF                      | 22 | Aquivaldo Mosquera  |       | 90+1' |
| Huấn luyện viên trưởng: |    |                     |       |       |
| Hernán Darío Gómez      |    |                     |       |       |

| Cầu thủ xuất sắc nhất trận: Sergio Romero (Argentina) Trợ lý trọng tài: Marcio Santiago Luis Abadie Trọng tài bàn: Víctor Hugo Rivera |

## Bolivia - Costa Rica
| Bolivia | 0 – 2    | Costa Rica                  |
| ------- | -------- | --------------------------- |
|         | Chi tiết | Martínez 59' · Campbell 78' |

| Bolivia | Costa Rica |

| BOLIVIA:                |    |                    |         |     |
|                         |    |                    |         |     |
| GK                      | 1  | Carlos Erwin Arias |         |     |
| RB                      | 4  | Lorgio Álvarez     | 35'     |     |
| CB                      | 16 | Ronald Raldes (c)  |         |     |
| CB                      | 5  | Ronald Rivero      | 65' 70' |     |
| LB                      | 3  | Luis Gutiérrez     | 87'     |     |
| RM                      | 7  | Edivaldo Rojas     |         | 67' |
| CM                      | 15 | Jaime Robles       |         | 67' |
| CM                      | 6  | Wálter Flores      | 75'     |     |
| LM                      | 21 | Jhasmani Campos    | 73'     | 79' |
| CF                      | 17 | Juan Carlos Arce   |         |     |
| CF                      | 9  | Marcelo Martins    | 57'     |     |
| Thay người:             |    |                    |         |     |
| MF                      | 19 | José Luis Chávez   |         | 67' |
| FW                      | 11 | Alcides Peña       |         | 67' |
| MF                      | 8  | Ronald García      |         | 79' |
| Huấn luyện viên trưởng: |    |                    |         |     |
| Gustavo Quinteros       |    |                    |         |     |

| COSTA RICA:             |    |                    |     |     |
|                         |    |                    |     |     |
| GK                      | 18 | Leonel Moreira     |     |     |
| RB                      | 3  | Jhonny Acosta      |     |     |
| CB                      | 19 | Óscar Duarte       | 46' |     |
| LB                      | 2  | Francisco Calvo    |     |     |
| CM                      | 20 | Pedro Leal         |     |     |
| CM                      | 8  | David Guzmán       | 29' |     |
| CM                      | 6  | Heiner Mora        |     | 82' |
| RW                      | 4  | José Salvatierra   | 83' |     |
| LW                      | 11 | Diego Madrigal     |     | 45' |
| CF                      | 12 | Joel Campbell      |     |     |
| CF                      | 17 | Josué Martínez     |     | 81' |
| Thay người:             |    |                    |     |     |
| MF                      | 7  | Allen Guevara      |     | 45' |
| FW                      | 21 | César Elizondo     |     | 81' |
| MF                      | 22 | José Miguel Cubero |     | 82' |
| Huấn luyện viên trưởng: |    |                    |     |     |
| Ricardo La Volpe        |    |                    |     |     |

| Cầu thủ xuất sắc nhất trận: Joel Campbell (Costa Rica) Trợ lý trọng tài: Luis Alvarado Marvin Torrentera Trọng tài bàn: Francisco Chacón |

## Colombia - Bolivia
| Colombia                | 2 – 0    | Bolivia |
| ----------------------- | -------- | ------- |
| Falcao 14', 28' (ph.đ.) | Chi tiết |         |

| Colombia | Bolivia |

| COLOMBIA:               |    |                         |  |     |
|                         |    |                         |  |     |
| GK                      | 12 | Neco Martínez           |  |     |
| RB                      | 18 | Juan Zúñiga             |  |     |
| CB                      | 3  | Mario Yepes (c)         |  |     |
| CB                      | 14 | Luis Amaranto Perea     |  |     |
| LB                      | 7  | Pablo Armero            |  |     |
| RM                      | 13 | Fredy Guarín            |  | 50' |
| CM                      | 6  | Carlos Sánchez          |  |     |
| LM                      | 8  | Abel Aguilar            |  |     |
| RW                      | 17 | Dayro Moreno            |  | 46' |
| LW                      | 20 | Adrián Ramos            |  | 77' |
| CF                      | 9  | Radamel Falcao          |  |     |
| Substituitions:         |    |                         |  |     |
| FW                      | 11 | Hugo Rodallega          |  | 46' |
| MF                      | 10 | Juan Guillermo Cuadrado |  | 50' |
| MF                      | 16 | Elkin Soto              |  | 77' |
| Huấn luyện viên trưởng: |    |                         |  |     |
| Hernán Darío Gómez      |    |                         |  |     |

| BOLIVIA:                |    |                    |     |     |
|                         |    |                    |     |     |
| GK                      | 1  | Carlos Erwin Arias |     |     |
| RB                      | 16 | Ronald Raldes (c)  |     |     |
| CB                      | 14 | Christian Vargas   |     |     |
| CB                      | 13 | Santos Amador      |     |     |
| LB                      | 4  | Lorgio Álvarez     |     |     |
| RM                      | 15 | Jaime Robles       |     |     |
| CM                      | 8  | Ronald García      |     |     |
| LM                      | 21 | Jhasmani Campos    | 33' |     |
| RW                      | 7  | Edivaldo Rojas     |     | 46' |
| LW                      | 17 | Juan Carlos Arce   |     | 70' |
| CF                      | 9  | Marcelo Martins    |     | 60' |
| Thay người:             |    |                    |     |     |
| FW                      | 10 | Joselito Vaca      |     | 46' |
| FW                      | 11 | Alcides Peña       |     | 60' |
| FW                      | 18 | Ricardo Pedriel    |     | 70' |
| Huấn luyện viên trưởng: |    |                    |     |     |
| Gustavo Quinteros       |    |                    |     |     |

| Cầu thủ xuất sắc nhất trận: Radamel Falcao (Colombia) Trợ lý trọng tài: Marvin Torrentera Luis Sánchez Trọng tài bàn: Juan Soto |

## Argentina - Costa Rica
| Argentina                        | 3 – 0    | Costa Rica |
| -------------------------------- | -------- | ---------- |
| Agüero 45+1', 52' · di María 63' | Chi tiết |            |

| Argentina | Costa Rica |

| ARGENTINA:              |    |                       |       |     |
|                         |    |                       |       |     |
| GK                      | 23 | Sergio Romero         |       |     |
| RB                      | 3  | Pablo Zabaleta        |       |     |
| CB                      | 4  | Nicolás Burdisso      |       |     |
| CB                      | 6  | Gabriel Milito        | 21'   |     |
| LB                      | 8  | Javier Zanetti        | 38'   |     |
| DM                      | 20 | Fernando Gago         |       |     |
| DM                      | 14 | Javier Mascherano (c) |       |     |
| RW                      | 10 | Lionel Messi          |       |     |
| LW                      | 16 | Sergio Agüero         |       | 84' |
| AM                      | 7  | Ángel di María        |       | 79' |
| CF                      | 9  | Gonzalo Higuaín       |       | 79' |
| Thay người:             |    |                       |       |     |
| MF                      | 18 | Javier Pastore        |       | 79' |
| MF                      | 15 | Lucas Biglia          | 88'   | 79' |
| FW                      | 21 | Ezequiel Lavezzi      | 90+2' | 84' |
| Huấn luyện viên trưởng: |    |                       |       |     |
| Sergio Batista          |    |                       |       |     |

| COSTA RICA:             |    |                    |     |     |
|                         |    |                    |     |     |
| GK                      | 18 | Leonel Moreira     |     |     |
| CB                      | 19 | Óscar Duarte       | 48' |     |
| CB                      | 3  | Jhonny Acosta (c)  |     |     |
| LB                      | 2  | Francisco Calvo    | 44' | 46' |
| RM                      | 4  | José Salvatierra   |     |     |
| CM                      | 20 | Pedro Leal         |     |     |
| CM                      | 22 | José Miguel Cubero |     |     |
| CM                      | 6  | Heiner Mora        |     |     |
| LM                      | 21 | César Elizondo     |     | 56' |
| CF                      | 17 | Josué Martínez     |     | 46' |
| CF                      | 12 | Joel Campbell      |     |     |
| Thay người:             |    |                    |     |     |
| FW                      | 11 | Diego Madrigal     |     | 46' |
| FW                      | 10 | Randall Brenes     |     | 46' |
| MF                      | 5  | Luis Miguel Valle  |     | 56' |
| Huấn luyện viên trưởng: |    |                    |     |     |
| Ricardo La Volpe        |    |                    |     |     |

| Cầu thủ xuất sắc nhất trận: Lionel Messi (Argentina) Trợ lý trọng tài: Luis Abadie Nicolas Yegros Trọng tài bàn: Carlos Amarilla |